# Hans-Peter Obwaller
Hans-Peter Obwaller, né le 17 juin 1971 à Saalfelden, est un coureur cycliste autrichien. Actif dans les années 2000, il a notamment été champion d'Autriche du contre-la-montre en 2005 et de la course de côte en 2001, 2002, 2003 et 2004.

## Palmarès
- 1998
  - 2e du championnat d'Autriche de course de côte
- 1999
  - Grand Prix Vorarlberg
  - 3e du championnat d'Autriche de course de côte
- 2001
  -  Champion d'Autriche de course de côte
  - 5e étape du Tour de Saxe
  - 2e du Tour d'Autriche
  - 3e du championnat d'Autriche sur route
- 2002
  -  Champion d'Autriche de course de côte
  - 5e étape du Tour d'Autriche
  - 2e du Tour d'Autriche
- 2003
  -  Champion d'Autriche de course de côte
  - 3e du Tour d'Autriche
- 2004
  -  Champion d'Autriche de course de côte
  - 3e du championnat d'Autriche du contre-la-montre
- 2005
  -  Champion d'Autriche du contre-la-montre
  - 3e du championnat d'Autriche sur route
- 2007
  - 2e du championnat d'Autriche du contre-la-montre
  - 3e du championnat d'Autriche de course de côte
- 2008
  - 2e du championnat d'Autriche sur route
  - 3e du championnat d'Autriche de course de côte